# همغام (ماجين)
همغام (بالفارسية: همگام) هي قرية تقع في إيران في قسم ماجين الريفي. يقدر عدد سكانها بـ 24 نسمة .